# Танзанія на літніх Олімпійських іграх 1964
На XVIII літніх Олімпійських іграх, що проходили у Токіо у 1964 році, команда Танзанії виступала під назвою Олімпійська збірна Об'єднаної республіки Танганьїка і Занзібар. Країна була представлена 4 спортсменами (чоловіками) в одному виді спорту — легка атлетика.
Країна вперше за свою історію взяла участь у літніх Олімпійських іграх. Атлети Танзанії не завоювали жодної медалі.

## Легка атлетика
Чоловіки
| Спортсмен               | Дисципліна | Гіт       | Гіт   | Чвертьфінал | Чвертьфінал | Півфінал   | Півфінал   | Фінал        | Фінал        |
| Спортсмен               | Дисципліна | Результат | Місце | Результат   | Місце       | Результат  | Місце      | Результат    | Місце        |
| ----------------------- | ---------- | --------- | ----- | ----------- | ----------- | ---------- | ---------- | ------------ | ------------ |
| Омарі Абдаллах          | Марафон    | Н/Д       | Н/Д   | Н/Д         | Н/Д         | Н/Д        | Н/Д        | 2:40:06.0    | 47           |
| Могамед Гассан Чаббанга | 800 м      | 1:54.9    | 8     | не пройшов  | не пройшов  | не пройшов | не пройшов | не пройшов   | не пройшов   |
| Паскаль Мфіомі          | 10000 м    | Н/Д       | Н/Д   | Н/Д         | Н/Д         | Н/Д        | Н/Д        | не фінішував | не фінішував |
| Даніель Томас           | 400 м      | 50.4      | 8     | не пройшов  | не пройшов  | не пройшов | не пройшов | не пройшов   | не пройшов   |